# Igwal
Igwal, de son vrai nom André Igual, né le 11 mai 1950 à La Seyne-sur-Mer et mort le 25 juin 2000 aux Barils, est un auteur de bande dessinée et écrivain de littérature d'enfance et de jeunesse français .

## Biographie
André Igual naît le 11 mai 1950 à La Seyne-sur-Mer.
En 1989, il écrit des comptines illustrées par Jean-Louis Lejeune, l'ouvrage intitulé Pincettes est publié dans la collection « Maboule » aux éditions grenobloises Glénat.
Il meurt le 25 juin 2000 aux Barils à l'âge de 50 ans,.

## Publications
- Pincettes, illustré par Jean-Louis Lejeune, Glénat, coll. « Maboule », 1989 (OCLC 462981379)